# Fred Ozanan
Frederico Ozanan Pinto Gomes Pereira, mais conhecido como Fred Ozanan (Campina Grande, ), é cartunista, jornalista, designer gráfico brasileiro. Foi recordista de prêmios no Salão de Humor de Piracicaba (1992, 1993, 1994, 1995 e 1996) e em 1997 foi homenageado pela UNIMEP, passando a integrar o Júri de premiação a partir do ano de 1998. É membro da Associação dos Cartunistas do Brasil, Fundação Nacional do Humor e Union Iberoamericana de Humoristas Gráficos.
Foi idealizador do Salão Nacional de Humor de Campina Grande; Curador do Salão Internacional de Humor do Piauí em 2000 (ano que conquistou o HQMIX como o melhor salão do Brasil) e 2001.

## Carreira
Começou no jornal Gazeta do Sertão e trabalhou no Diário da Borborema, Jornal de Alagoas, O Norte, Correio da PB e diversos jornais, incluindo o Pasquim. Também  atuou como chargista do Portal UOL e publica charges políticas nos sites Charge on Line, Brazil Cartoon e PBONLINE.
Lançou dez livros de humor, tendo conquistado o 12º Troféu HQ Mix, na categoria “Livro de Charges”, pela obra "Falando Sério" (publicado pela editora da UFPB/1999). No ano seguinte, lançou o livro "Paraíba e Piauí no Cartum", ganhando mais uma vez o Troféu HQ MIX na categoria Livro de Cartuns. 
Os demais livros de Fred Ozanan são: “Quem disse que o Brasil não tem graça?” (editora da UFPB/1997); “Rio de Lágrimas-uma visão muito seca do Nordeste (2000)” Zona Eleitoral(2004)”; “Brasil em Branco e Preto (2005)”;”Saúde no Brasil não tem Remédio (2008)”; Rio de Lágrimas: transposição, do drama à ficção” “Que Cara é Essa?” (livro de caricaturas desenhadas  com o mouse,  editora Latus/2013”) e “Jogo Sujo se Lava a Jato” (2018).
Por mais de 15 anos desenvolveu trabalho voluntário nas escolas públicas de vários estados da federação. Vários do seus trabalhos contam em livros didáticos e foram utilizados como tema de exames vestibulares.
Em 2018 Fred Ozanan doou sua coleção do jornal Pasquim para o Museu Nacional da Imprensa da cidade de Porto, Portugal.